# Archibald Douglas, IV conde de Douglas

Archibald Douglas, cuarto conde de Douglas, duque de Turena (c. 1369-17 de agosto de 1424), fue un noble y militar escocés. A veces es mencionado como "Tyneman" (escocés antiguo: perdedor), pero puede que esto sea una referencia a su tío abuelo Sir Archibald Douglas .

## Señor de Douglas
Hijo mayor legítimo de Archibald Douglas, III conde de Douglas y Joanna de Moravia de Bothwell, nació probablemente en el castillo de Bothwell c. 1369 y fue conocido como Señor de Douglas hasta su ascenso al trono. En 1390 se había casado con la princesa Margarita de Carrick, hija de Roberto III de Escocia. Por esta época, su padre le otorgó las regalías de Ettrick Forest, Lauderdale y Romannobridge, Peeblesshire . 
El 4 de junio de 1400, el rey Robert lo nombró guardián vitalicio del castillo de Edimburgo, con una pensión de 200 merks al año. 

## Ritos de paso

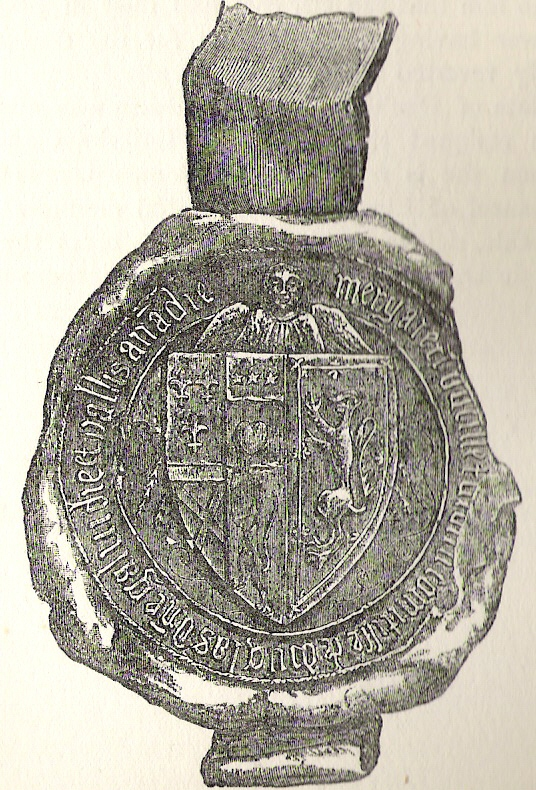
Sello de la princesa Margarita, duquesa de Touraine, condesa de Douglas. Hija de Roberto III de Escocia

### Disputa entre Percy y Douglas
En la Navidad de 1400, Jorge I, conde de March y Henry 'Hotspur' Percy entraron en Escocia, llevando la devastación hasta Papple en East Lothian. Los pueblos de Traprain, Markle y Hailes fueron incendiados y por dos ocasiones se puso bajo sitio al castillo de Hailes. El Señor de Douglas, que ocupaba el cargo de Lord Guardián de las Marcas, sorprendió por la noche a los ingleses en su campamento cerca de East Linton y les derrotó. Los Douglas empujaron al enemigo hasta Berwick upon Tweed, matando a muchos de los rezagados en los bosques cerca de Cockburnspath . 

### Asedio de Edimburgo
Ese mismo verano, Douglas participó en la defensa del  Castillo de Edimburgo, bajo las órdenes de David Stewart, duque de Rothesay, lugarteniente del Reino, durante el asedio por parte de Enrique IV . Enrique no tuvo éxito en sus esfuerzos y ante la amenaza de Owain Glyndŵr acechando en Gales, se convirtió en el último monarca inglés en invadir Escocia en persona. 

### Herencia
Archibald, el tercer conde murió en la Navidad de 1400, y el nuevo conde se convirtió en el magnate más grande y poderoso de Escocia. Los vastos señoríos de su padre se extendían desde Galloway Douglasdale, Moray, Clydesdale hasta los condados de Stirling y Selkirk . Estos se vieron aumentados por las tierras confiscadas al conde de Dunbar en Lothian y Merse. 

### Muerte de Rothesay
En 1402, el cuñado de Douglas y heredero al trono, David Stewart, duque de Rothesay, fue retenido bajo arresto, primero en el Palacio Episcopal de St Andrews y luego en el Palacio Real de Falkland, donde falleció el 27 de marzo en circunstancias misteriosas, ya que el duque tenía 24 años y gozaba de buena salud antes de su arresto. Corrieron rumores de que el duque de Albany lo había matado de hambre en la prisión de Falkland. 
El príncipe David había sido arrestado en virtud de una orden emitida en nombre de su padre, Roberto III, por su tío, Roberto Estuardo, duque de Albany y Douglas, y se rumoreaba que tanto Albany como Douglas habrían podido estar detrás de la muerte de Rothesay, como lo de muestra el hecho de que ambos hombres fueron citados a comparecer ante el Parlamento. Sin embargo, el 16 de marzo, ambos hombres fueron absueltos cuando el Parlamento declaró que el Príncipe había: "partido de esta vida a través de la Divina Providencia, y no de otra manera", absolviendo a ambos de Alta Traición y cualquier otro delito. Esto puede considerarse encubrimiento, ya que el Reino de Escocia no podía permitirse el lujo de perder a dos de sus hombres más poderosos ante la nueva amenaza inglesa. Se consideraba que Douglas y Albany eran los adecuados para hacer frente al traidor conde de March y sus aliados ingleses. 

## Homildon Hill

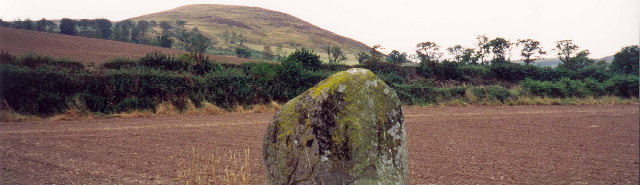
Sitio de la batalla de Homildon Hill

El 22 de junio del mismo año, una pequeña fuerza escocesa fue derrotada por George Dunbar, el hijo del conde de March, en la batalla de Nesbit Moor. Douglas dirigió una expedición de castigo con Murdoch de Fife, hijo de Albany, hasta Newcastle para vengar la derrota, arrasando todo Northumberland. March convenció a Henry Percy, conde de Northumberland, y a su hijo Harry "Hotspur" para que esperaran a los escoceses que regresaban en Wooler. Una vez que los hombres de Douglas acamparon en Millfield, los ingleses lanzaron el ataque; sin embargo, los centinelas escoceses, que estaban alerta, dieron la alarma y el ejército pudo retirarse a Homildon Hill, donde se organizó en schiltron. Al igual que le había sucedido a su tío abuelo sesenta años antes en Halidon Hill, los schiltrons fueron atacados por los arqueros ingleses, y las formaciones comenzaron a romperse. Un centenar de hombres, al mando de Sir John Swinton, optaron por cargar contra el enemigo diciendo: "Es mejor morir en la melé que ser derribado como un ciervo".  Todos perecieron. Se ha sugerido que Douglas dudó en avanzar con su fuerza principal y, cuando lo hizo, ya era demasiado tarde. El mermado ejército de Douglas se enfrentó a los ingleses, que aún no habían sufrido bajas y fue derrotado. Muchos de los principales capitanes de Douglas fueron capturados, incluidos sus parientes George Douglas, primer conde de Angus, Thomas Dunbar, quinto conde de Moray y Murdoch de Fife. El propio Douglas fue capturado habiendo perdido de un ojo.

### Cautiverio

#### Con los Señores del Norte

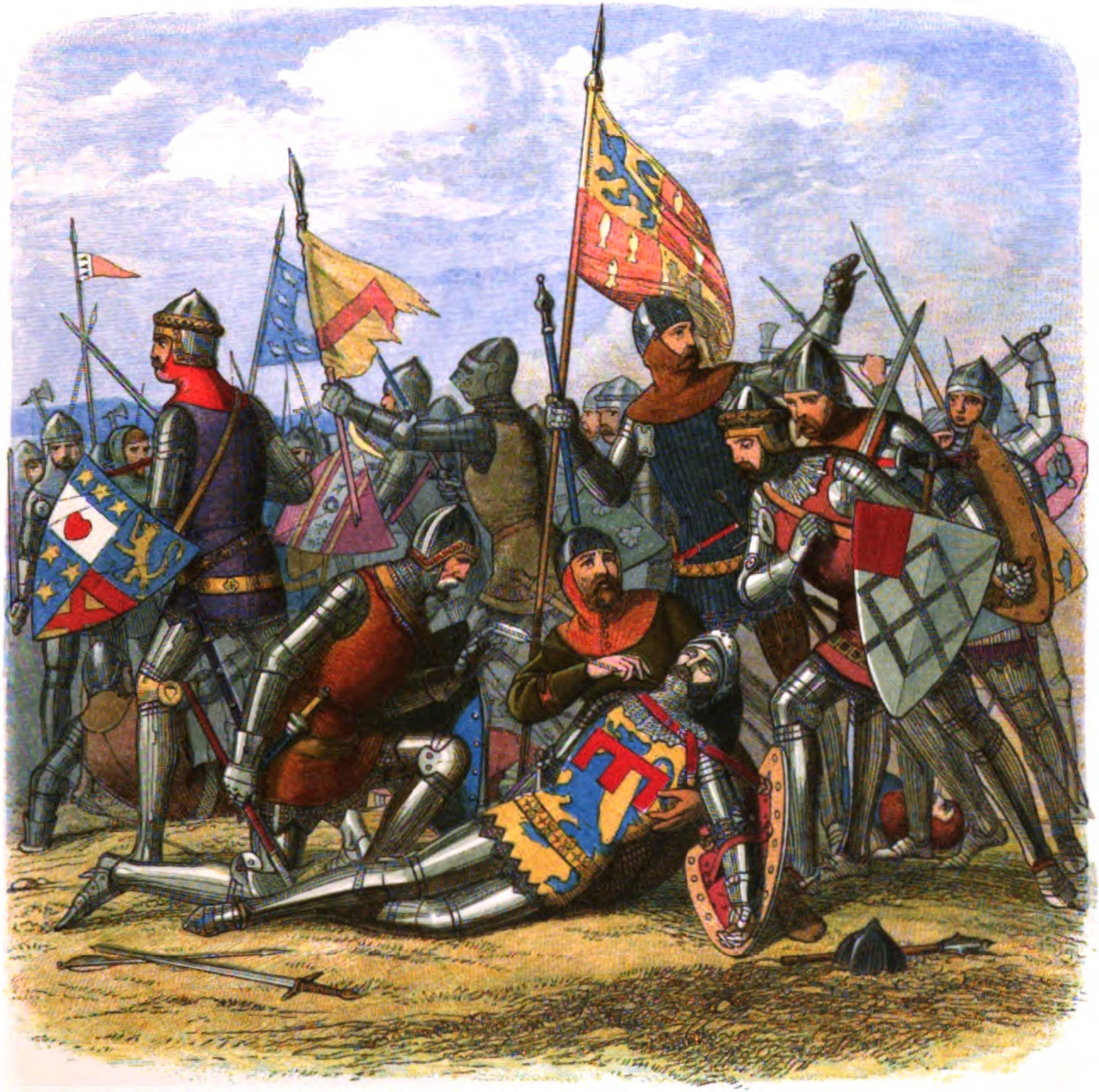
Representación del de Douglas a la izquierda defendiendo a Hotspur, herido de muerte, en Shrewsbury.

Si los Percy y los demás caballeros ingleses pensaban obtener importantes riquezas gracias a los rescates, se llevarían una decepción. Enrique IV les felicitó por su victoria pero prohibió liberar a los prisioneros.
En 1403, Hotspur se había rebelado abiertamente contra Enrique, junto a su pariente Thomas Percy, conde de Worcester, mientras Owain Glyndŵr emprendía una nueva campaña contra el dominio inglés en Gales. Hotspur liberó a sus cautivos escoceses y Douglas y sus compañeros de prisión decidieron unirse a los ingleses en rebelión. Con el espíritu caballeresco de la época, Douglas marchó con su antiguo enemigo Hotspur y sus fuerzas para encontrarse con el rey Enrique IV en la batalla de Shrewsbury, mientras que el conde de March, entonces exiliado, luchaba en el bando de Enrique. La batalla finalizó con victoria realista decisiva y la muerte de Hotspur, alcanzado por una flecha en la boca. Douglas fue capturado una vez más y sufrió la pérdida de un testículo tras haber luchado valientemente y matar personalmente a Edmund Stafford, conde de Stafford y a Sir Walter Blount.

#### Prisionero del rey Enrique
Douglas era ahora prisionero del rey Enrique. El coste del rescate de los nobles escoceses capturados en Homildon resultó muy duro para el castigado tesoro escocés. Cuando el príncipe Jacobo fue capturado por piratas ingleses en 1406, la situación parecía imposible y se dice que Roberto III murió de pena poco después. El Reino de Escocia estaba ahora en manos del duque de Albany de facto .

## Regreso a Escocia
Después de jurar sobre las Sagradas Escrituras al rey Enrique de ser hombre suyo por encima de todos los demás, excepto el rey Jacobo, y tras entregar rehenes adecuados para su libertad condicional, Douglas pudo regresar a sus propiedades para resolver sus asuntos personales. Douglas se había comprometido bajo juramento a regresar a Inglaterra en una fecha determinada, pero no cumplió con su palabra. El rey Enrique escribió al regente Albany quejándose de este comportamiento "poco caballeroso" y advirtió que, a menos que Douglas regresara, dispondría de los rehenes que estaban en su poder, pero Douglas no regresó, y sólo tras el pago de 700 merks en 1413 al nuevo rey de Inglaterra, Enrique V, se liberó a los rehenes. 

### Señor de Annandale
En un cambio político, el conde de March volvió a entrar de nuevo en la política escocesa y tanto Douglas como Albany se reconciliaron con él. En 1409, se le restituyeron a March sus posesiones en Lothian y Merse le fueron devueltas, a condición de que su señorío de Annandale fuera transferido al conde de Douglas, que controlaba todo el suroeste de Escocia. La amistad entre Douglas y Albany se confirmó en 1410 cuando se concertó el matrimonio entre Isabel, hija de Douglas, con Juan Estuardo, segundo hijo de Albany.

## Maquinaciones políticas

### Embajada al continente
Douglas viajó a Flandes y Francia en 1412, tras lo cual llegó a París para negociar con Juan de Borgoña un pacto mutuo de defensa y ataque en sus respectivos países.

### Guardián de las Marcas
Poco después de su regreso a Escocia, Douglas retomó sus funciones como Lord Guardián de las Marcas. Sin embargo, parece que Albany no estaba dispuesto a pagar por esto, por lo que Douglas fue compensado con el cobro de los aranceles sobre los bienes comerciales que entraban al país.

### La incursión ominosa
En 1416, mientras el rey Jacobo aún permanecía como rehén en Inglaterra, Douglas visitó dos veces Londres para negociar su liberación. Mientras estaba allí, la facción lolarda, durante la estancia de Enrique V en Francia, intentó persuadir a la delegación escocesa para que pasara a la ofensiva. Albany consideró que ésta sería una buena oportunidad para recuperar Berwick upon Tweed y reunió un ejército. Envió a Douglas al castillo de Roxburgh, que también estaba en manos de los ingleses. Cuando los escoceses se enteraron de la existencia de un enorme ejército liderado por el duque de Bedford, hermano del rey y el duque de Exeter, se retiraron ignominiosamente. El saqueo posterior de Teviotdale y Liddesdale, y el incendio de Selkirk, Jedburgh y Hawick le valieron este título de "Foul Raid".

## El gran ejército de Escocia

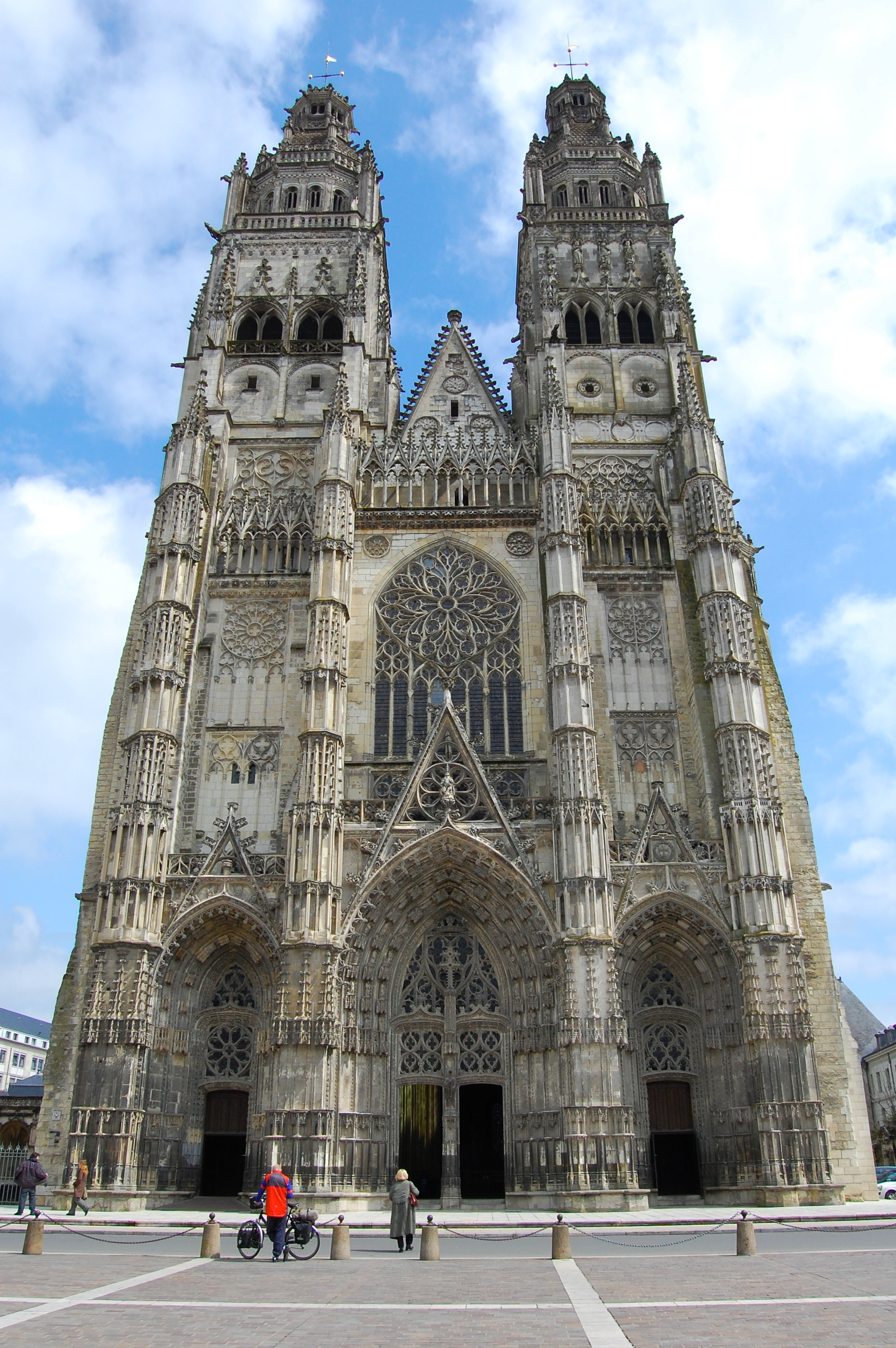
Catedral de San Gatien, lugar de descanso del conde de Douglas

El hijo de Douglas, el conde de Wigtoun, había luchado en Francia con el yerno del conde, el conde de Buchan y derrotaron a los ingleses en la Baugé en 1421. En 1423, Wigtoun y Buchan regresaron a Escocia para reclutar más tropas, con una petición personal de Carlos VII de Francia a Douglas solicitando ayuda. El aliado de Douglas y enemigo de Carlos, Juan de Borgoña, había fallecido en 1419, por lo que Douglas accedió a la petición del rey francés. Tras realizar considerables donaciones a la iglesia, Douglas dejó al conde de Wigtoun en Escocia para gestionar sus propiedades y las negociaciones para la liberación del rey Jacobo, mientras Douglas se preparaba para la guerra. Douglas y Buchan navegaron a La Rochelle, donde desembarcaron con unos 6.500 hombres el 7 de marzo de 1424.

### Duque de Turena y teniente general de Francia
El 24 de abril, Carlos VII pasó revista a sus nuevas tropas en Bourges. A Douglas se le asignó el puesto de "Teniente general en la guerra en todo el Reino de Francia". El 29 de abril, Douglas recibió el ducado de Turena, incluido el "castillo, pueblo y ciudad" de Tours, y el "castillo y pueblo" de Loches . Douglas fue el primer extranjero y también el primer miembro de la realeza a quien se le concedió el estatus ducal en Francia.

## Batalla de Verneuil
El recién creado duque francés fue derrotado y muerto en Verneuil el 17 de agosto de 1424, junto con su segundo hijo, James, y su yerno Buchan. Douglas fue enterrado en el coro de la catedral de Tours, junto a Sir James Douglas, su hijo. 

## Matrimonio y descendencia
En 1390 se casó con Lady Margaret (m. 1451), hija mayor de John Stewart, conde de Carrick, posterior rey Roberto III. De sus hijos:
- Archibald Douglas, V conde de Douglas, y Wigton, (1390-1439), que le sucedió en el título.
- Isabel (m. 1451), esposa de Juan Estuardo, conde de Buchan, y posteriormente con Thomas, hijo de Alexander Stewart, conde de Mar; finalmente, conWilliam Sinclair, primer conde de Caithness (m. 1480).
- William Douglas (n. antes de 1401)
- Sir James Douglas (muerto el 17 de agosto de 1424)
- Mary Douglas, que se casó con Sir Simon Glendinning de Parton. Su hija Janet se casó con Gilbert Grierson, primer señor de Lag.

## Douglas en la literatura
El cuarto conde de Douglas aparece en Enrique IV, parte 1 de William Shakespeare, desde la derrota en Homildon hasta su liberación tras la batalla de Shrewsbury . Douglas también aparece como un personaje en la novela de Edith Pargeter de 1972, A Bloody Field by Shrewsbury, desde su derrota y captura en Homildon hasta su participación en Shrewsbury del lado de los rebeldes.